# Specifična prostornina
Specifična prostornína ali specifični volúmen (oznaka v) je fizikalna količina, ki pove koliko prostornine zasede enota mase snovi. Enaka je razmerju med prostonino V in maso m, razmerju med molsko prostornino {\displaystyle V_{m}} in molsko maso M, oziroma obratni vrednosti masne gostote {\displaystyle \rho }:
{\displaystyle v={\frac {V}{m}}={\frac {V_{m}}{M}}={\frac {1}{\rho }}\!\,.}
Enota za merjenje specifične prostornine je m3/kg, cm3/g.
Specifična prostornina idealnih plinov sledi iz splošne plinske enačbe:
{\displaystyle v={\frac {RT}{p}}={\frac {R_{m}T}{pM}}\!\,,}
kjer je R specifična plinska konstanta, {\displaystyle R_{m}} splošna plinska konstanta, M molska masa, T absolutna temperatura in p tlak plina.
Pri pisanju količin je treba biti previden, ker je v običajna oznaka za hitrost.